# Ryż brązowy

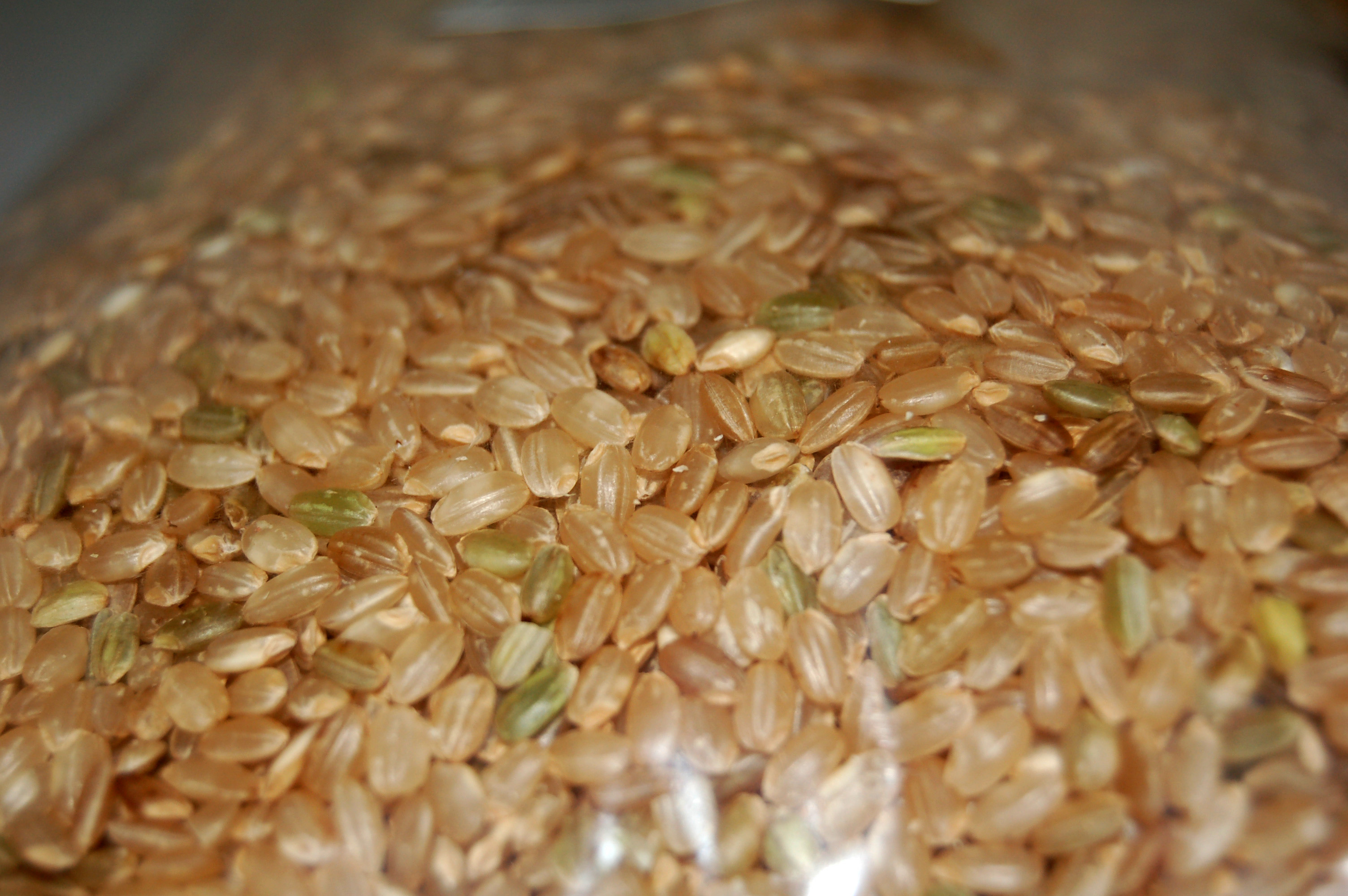
Ryż brązowy

A: Ryż z plewą
B: Ryż brązowy
C: Ryż z zarodkiem
D: Ryż biały z pozostałością otrąb
E: Musenmai (jap. 無洗米), Polerowany i gotowy do ugotowania, dosł. „ryż bez płukania”
(1): Plewa
(2): Otręby
(3): Pozostałość otrąb
(4): Zarodek
(5): Bielmo

Ryż brązowy – ziarno ryżu, z którego zaraz po zbiorze ręcznie lub mechanicznie usunięto najbardziej zewnętrzną, niejadalną warstwę (plewy). Powstaje w ten sposób częściowo obłuskane, pełnoziarniste ziarno, zwane naturalnym. Ziarno ma wydłużony kształt i brązowy kolor.
W porównaniu z ryżem białym, ryż brązowy jest dużo bogatszy w witaminy, składniki mineralne i błonnik, które znajdują się w zewnętrznej, nieusuniętej otoczce (zwanej srebrną łupinką), np. posiada 349% więcej błonnika, 203% więcej witaminy E, 185% więcej witaminy B6, 219% więcej magnezu i 19% więcej białka. Jest on bardzo wolno trawiony przez organizm dając poczucie sytości przez długi czas. Ma niski indeks glikemiczny (55, podczas gdy dla ryżu białego wynosi on 70). Od bardzo dawna brązowy ryż był stosowany jako środek regulujący poziom cukru we krwi i stosowany w cukrzycy przez tradycyjną medycynę wschodu. Za działanie obniżające poziom cholesterolu we krwi u dorosłych osób ze średnią hipercholesterolemią odpowiada olej obecny w zewnętrznej otoczce brązowego ryżu, a nie błonnik.
Ugotowany ryż brązowy nie zawiera w swoim składzie glukozy, fruktozy, laktozy, maltozy ani galaktozy. Nieobecne są także: cholesterol, kofeina i teobromina.
W brązowym ryżu występują następujące witaminy: tiamina, ryboflawina, niacyna, kwas pantotenowy, witamina B6, foliany, witamina E i witamina K. Brązowy ryż nie zawiera witaminy C, B12, A ani karotenu, likopenu czy witaminy D.
Makroelementy znajdujące się w brązowym ryżu obejmują: wapń, magnez, fosfor, potas. Z mikroelementów występują: żelazo, cynk, miedź, mangan i selen.
Największymi producentami tego zboża są: Chiny, Indie i Indonezja.
Brązowy ryż ma krótszy okres przydatności do spożycia niż biały i głównie dlatego producenci poddają ryż obróbce, aby gotowy produkt mógł dłużej leżeć na sklepowej półce i nie przynosił strat ekonomicznych spowodowanych przeterminowaniem produktu. Mniejszą popularność ryżu brązowego w stosunku do białego upatruje się też w różnicach wizualno-smakowych, dłuższym czasie gotowania, różnicy w cenie oraz kojarzeniu ryżu brązowego z pokarmem dla ubogich i zwierząt hodowlanych.
Brązowy ryż wymaga dłuższego czasu gotowania w porównaniu do ryżu białego. Ryż brązowy może być przyrządzany zarówno na słodko (np. z owocami, rodzynkami itd.) jak i nie, podobnie jak ryż biały.
Wartość odżywcza i wartość energetyczna 100 gramowej porcji ugotowanego ryżu brązowego:
| Skład                         | Ilość | Jednostka |
| ----------------------------- | ----- | --------- |
| woda                          | 70,27 | g         |
| wartość energetyczna          | 123   | kcal      |
| białko                        | 2,74  | g         |
| tłuszcz                       | 0,97  | g         |
| węglowodany (ilość całkowita) | 25,58 | g         |
| cukry proste                  | 0,24  | g         |
| błonnik                       | 1,6   | g         |